# Hans Hartung

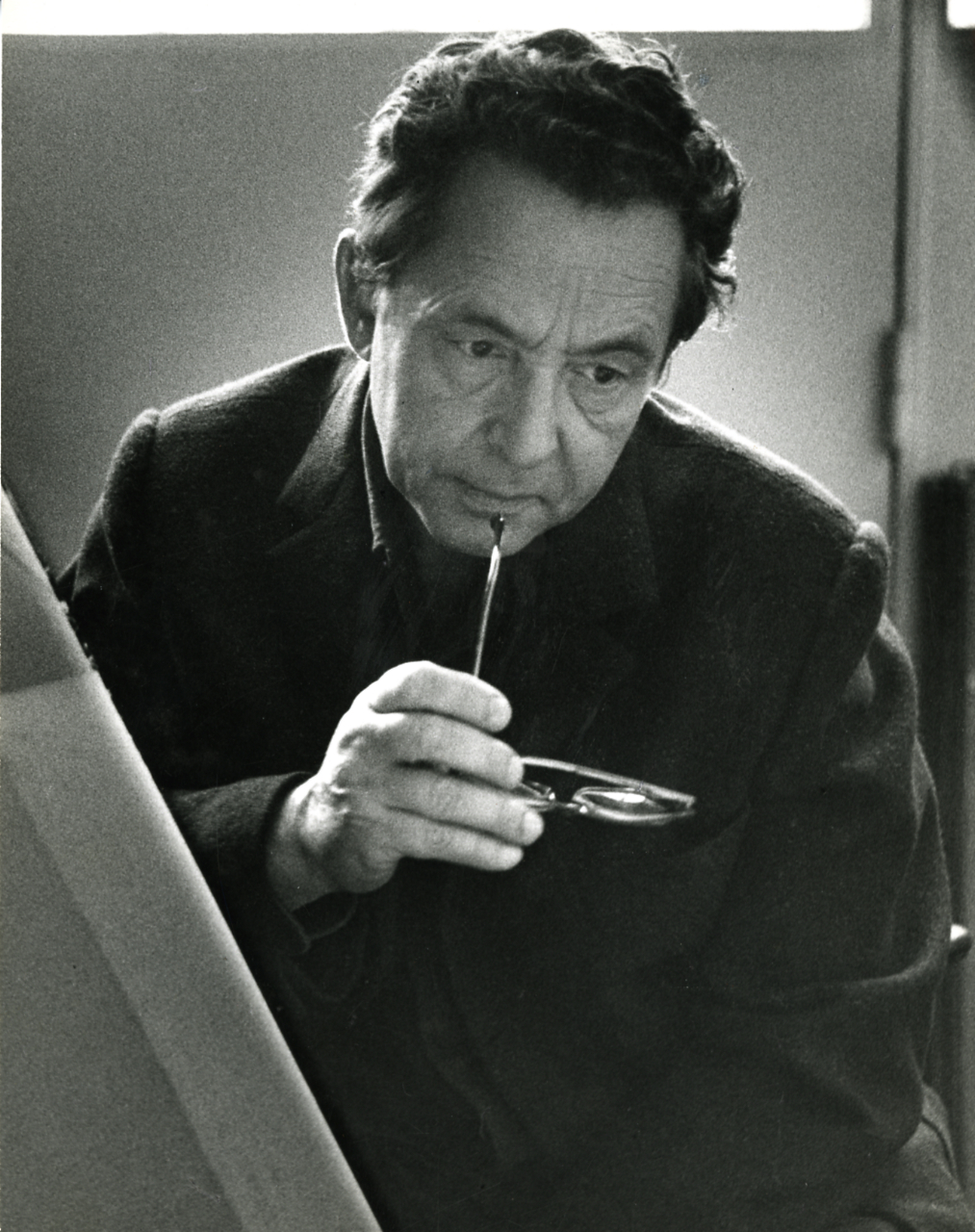
Hans Hartung, 1960. Foto von Paolo Monti (Fondo Paolo Monti, BEIC).

Hans Heinrich Ernst Hartung (* 21. September 1904 in Leipzig; † 8. Dezember 1989 in Antibes, Frankreich) war ein deutsch-französischer Maler und Grafiker. Er gilt als einer der Wegbereiter der Kunstrichtung des Informel.

## Leben

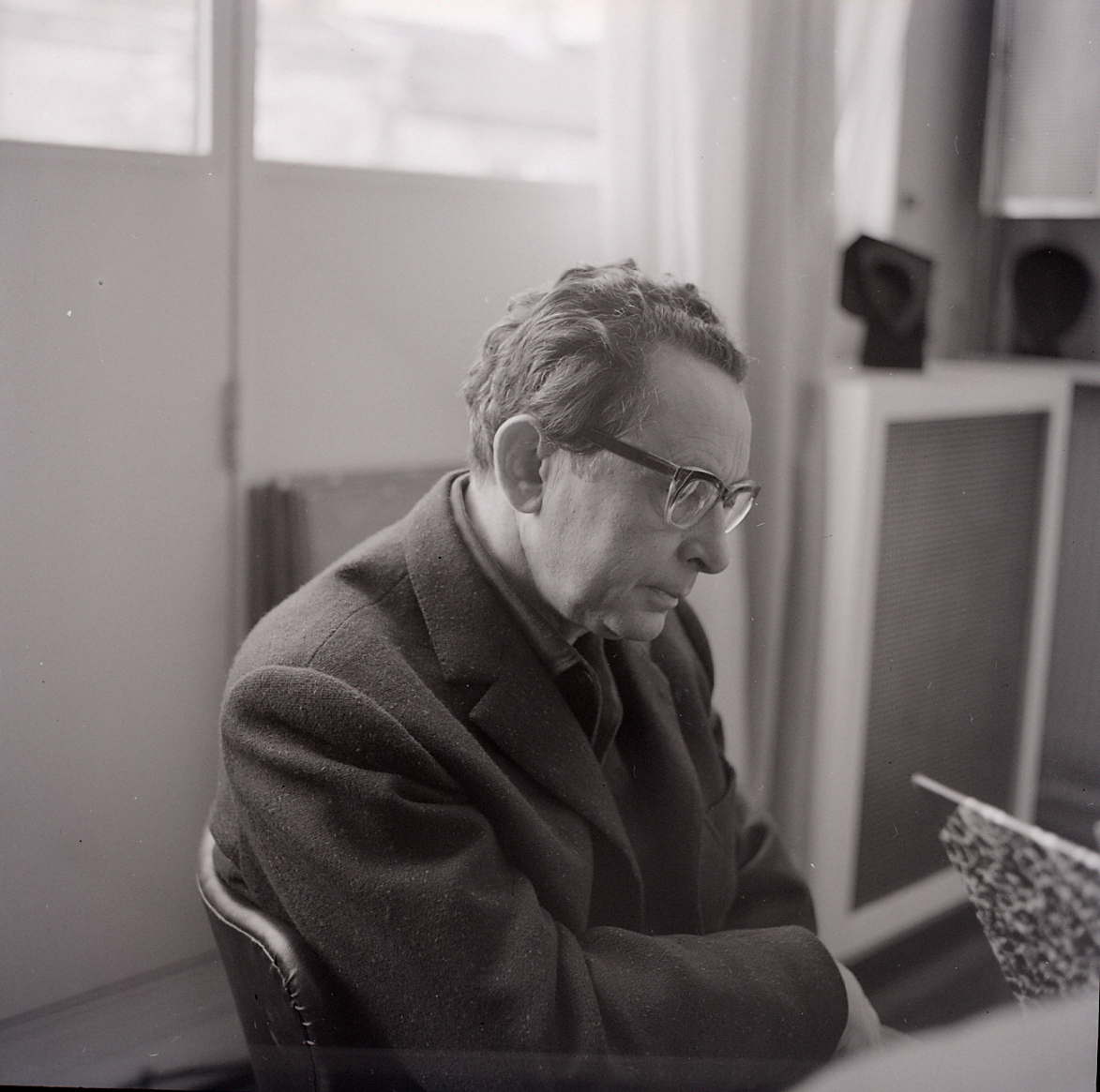
Hans Hartung, 1955. Foto von Paolo Monti (Fondo Paolo Monti, BEIC).

Hartung besuchte ab 1915 das humanistische Gymnasium in Dresden und erlangte dort das Abitur. Schon während seiner Schulzeit wandte er sich der gegenstandslosen Darstellung zu und fertigte abstrakte Bilder aus Strichzeichnungen und Klecksen. Nach eigener Darstellung verarbeitete er hierbei Eindrücke von Blitzen, die er als Kind bei Gewittern gemacht hatte. 1924 begann er ein Studium der Philosophie und Kunstgeschichte an der Universität Leipzig. Durch eine prägende Begegnung mit den Werken von Wassily Kandinsky wechselte er 1925 dann für ein Studium der Malerei an die Hochschule für Grafik und Buchkunst Leipzig und die Hochschule für Bildende Künste Dresden. 1928 setzte er seine Studien bei dem Maler Max Doerner in München fort.
Im Jahr 1929 heiratete Hartung die norwegische Malerin Anna-Eva Bergman (1909–1987). Nachdem Bergmann sich 1937 von Hartung getrennt hatte, wurde die Ehe in Hartungs Abwesenheit 1939 geschieden. Hartung war damals Staatenloser ohne Pass und konnte Frankreich nicht verlassen, um sich mit Anna-Eva auszusprechen.
Von 1932 bis 1934 lebte Hartung auf der Insel Menorca und ab 1935 in Paris. 1939 trat er in die Fremdenlegion ein. Im selben Jahr heiratete er die Malerin Roberta González (1908–1976), die Tochter des Bildhauers Julio González (1876–1942), in dessen Atelier er gearbeitet hatte. 1944 wurde er bei einem Einsatz als Sanitäter schwer verwundet und verlor ein Bein. 1946 erhielt er die französische Staatsbürgerschaft und wurde in die Ehrenlegion aufgenommen.
1952 trafen sich Hartung und Anna-Eva Bergman bei einer Retrospektive seines Schwiegervaters González wieder. 1957 ließ sich Hartung von Roberta scheiden und heiratete ein zweites Mal Anna-Eva. Sie blieben diesmal bis zu ihrem Tod zusammen.
Nach dem Krieg und nach einer mehrjährigen Malpause wurde er zu einem der wichtigsten Vertreter des Informel. Hans Hartung war Mitglied der in München gegründeten Künstlergruppe ZEN 49 sowie Teilnehmer der documenta 1 (1955), der documenta II (1959) und der documenta III (1964) in Kassel. 1957 erhielt er den Rubenspreis der Stadt Siegen, 1960 wurde er mit dem Preis der Biennale von Venedig ausgezeichnet. Ab 1977 war Hartung als Nachfolger von Lucien Fontanarosa Mitglied der Académie des Beaux-Arts. 1982 wurde der Hartung-Saal in der Staatsgalerie Moderne Kunst München eingeweiht. 1984 wurde der Hartung-Raum im Hessischen Landesmuseum Darmstadt eingerichtet.
Hartung gelangte zu einem ungegenständlichen Stil mit grafisch empfundenen schwarzen Linienspielen vor hellen Gründen, oft an chinesische Tuschmalerei erinnernd.

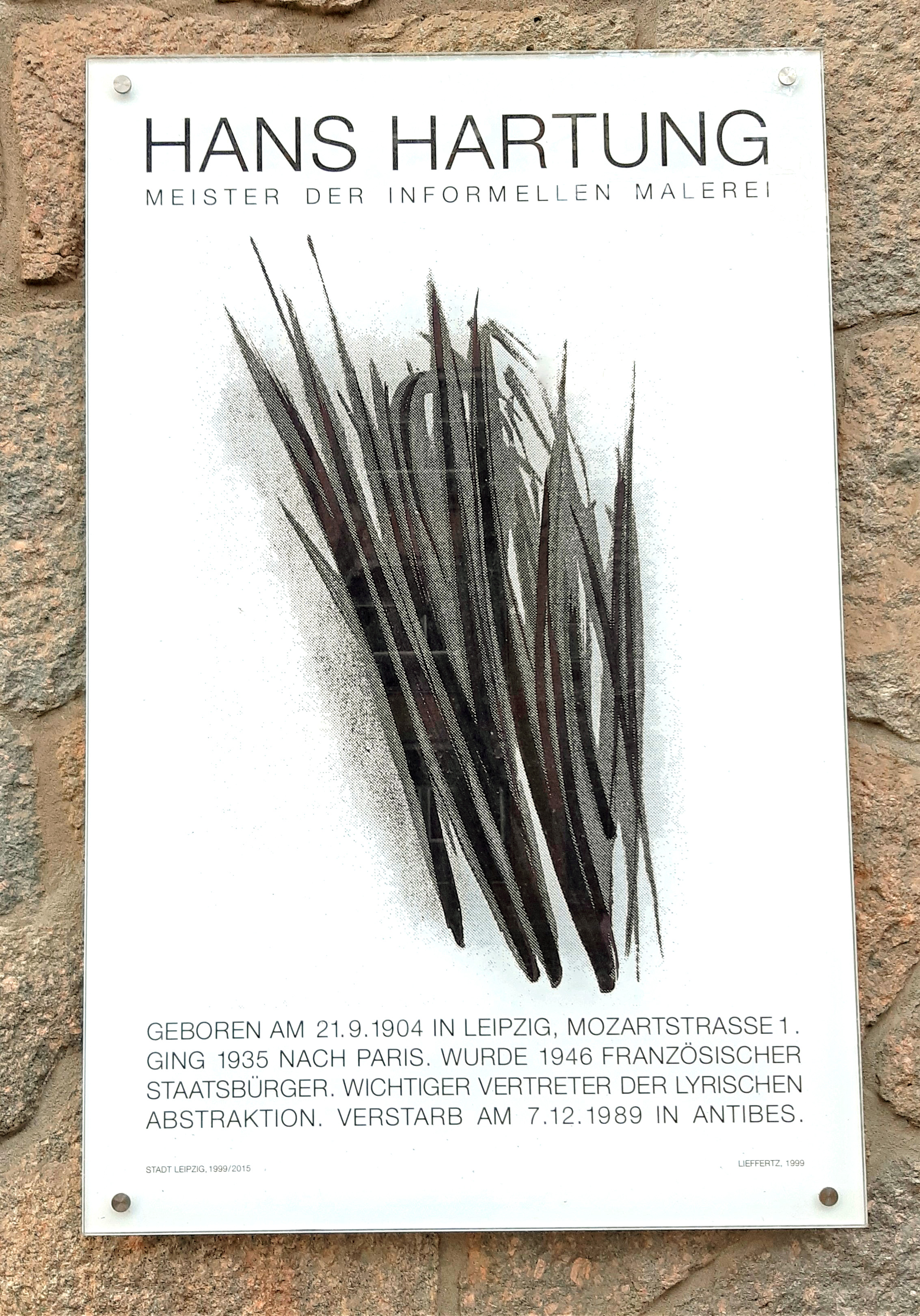
Gedenktafel für Hans Hartung am Haus Mozartstr. 1, Leipzig

Zeitlebens hat Hartung fotografiert, um mit der Kamera (Minox und Leica) seinen Blick als Maler zu schulen. In seinem Nachlass in der 1994 gegründeten Fondation Hans Hartung et Anna-Eva Bergmann befinden sich 35.000 Negative, die der Fotograf Jacques Damez erstmals gesichtet hat. In Deutschland wurden Hartungs Fotografien 2016 in der Ausstellung „Hans Hartung und die Fotografie“ im Museum für Gegenwartskunst Siegen ausgestellt.

## Ehrungen
- 1957: Rubenspreis der Stadt Siegen
- 1960: Großer Internationaler Preis der Malerei, Biennale Venedig
- 1967: Ernennung zum Kommandeur des Ordens des Arts et des Lettres
- 1967: Ehrenpreis auf der VII. Internationalen Biennale der Graphik in Ljubljana.
- 1968: Ernennung zum Kommandanten der Ehrenlegion
- 1970: Grand-Prix des Beaux-Art de la Ville de Paris
- 1976: Ehrenbürger der Stadt Antibes
- 1981: Träger des Oskar Kokoschka-Preises der Republik Österreich
- 1984: Bayerischer Maximiliansorden für Wissenschaft und Kunst
- 1984: Großes Bundesverdienstkreuz mit Stern[6]
- 1985: Großes Abzeichen der Zweitausendjahrfeier der Stadt Paris
- 1987: Ehrenbürger der Stadt Belfort
- 1988: Ehrenbürger der Gemeinde von La Gaude
- 1989: Grand Officier de la Légion d’Honneur

## Ausstellungen
- 1931: Dresden Galerie Kunstausstellung Kühl
- 1932: Berlin Galerie Flechtheim (Gruppenausstellung)
- 1935–38: Paris, Salon des Surindépendants.
- 1956: Œvres récentes de Hans Hartung. Galerie de France, Paris[7]
- 1957: Kestnergesellschaft, Hannover und Württembergische Staatsgalerie Stuttgart, Haus am Waldsee Berlin, Kunsthalle Hamburg, Germanisches Nationalmuseum Nürnberg, Kölnischer Kunstverein. Katalog 61 der Kestnergesellschaft: Werner Schmalenbach, Hans Hartung.
- 1974: Retrospective zum 70. Geburtstag. Wallraf-Richartz-Museum, Köln
- 1975: Retrospektive, The Metropolitan Museum of Art, New York
- 1984: Hans Hartung zum 80. Geburtstag. Galerie Roswitha Haftmann Modern Art, Zürich[8]
- 1989: Hans Hartung zum 85. Geburtstag. Galerie Roswitha Haftmann Modern Art, Zürich[9]
- 2004: Hans Hartung. Early drawings, Museum Ludwig, Köln
- 2007–2008: Museum der bildenden Künste, Leipzig
- 2008: Kunsthalle zu Kiel
- 2010: Vom Esprit der Gesten – Hans Hartung, das Informel und die Folgen, Kupferstichkabinett Berlin
- 2013: Painting – Gesture – Liberation, SETAREH, Düsseldorf
- 2014: Istituto Nazionale per la Grafica (ING), Rom[10]
- 2017: In An Alternate Reality. SETAREH, Düsseldorf
- 2017: Hans Hartung N° 2, SETAREH, Düsseldorf
- 2017: Hans Hartung und die Fotografie, Museum für Gegenwartskunst, Siegen
- 2018: Hans Hartung. Malerei als Experiment – Werke von 1962–1989, Kunstmuseum Bonn
- 2018: Hans Hartung. Centre Pompidou, Paris
- 2019: La fabrique du geste. Musée d’art Moderne, Paris
- 2019: From Gesture to Form: Postwar European and American Art from the Schulhof Collection. Peggy Guggenheim Collection, Venedig

## Film
- Hans Hartung – Malen so schnell wie der Blitz, Regie: Romain Goupil, Arte, Frankreich 2019